# Peperomia rupiceda
Peperomia rupiceda là một loài thực vật có hoa trong họ Hồ tiêu. Loài này được DC. ex A.W. Hill miêu tả khoa học đầu tiên năm 1907.